# تشارلز أوجين غاي
تشارلز أوجين غاي (بالفرنسية: Charles-Eugène Guye)‏ ، من مواليد 15 أكتوبر 1866 في سانت كريستوف، شونفانت ب كانتون فود، سويسرا، وتوفي 15 يوليو 1942 في جنيف، هو عالم فيزياء سويسري.

## سيرة
درس الفيزياء في جامعة جنيف حيث حصل على شهادة الدكتوراه في عام 1889. من 1890 حتي 1892 كان بريفتدوتسانت (1) في جنيف، و من 1893 حتي 1900 كان بريفتدوتسانت في بوليتكنك زيوريخ (الآن المعهد الفدرالي للتكنولوجيا بزورخ). من 1900 إلى 1930 كان أستاذ ومدير معهد الفيزياء التابع لجامعة جنيف.
درس أساسا التيارات الكهربائية، والمغناطيسية والتصريف الكهربائي في الغازات. أجرى التجارب التي تقدم الدليل على أن كتلة الإلكترون نسبية إلى سرعته من أجل التحقق من صحة تنبؤات لورنتز وأينشتاين في سياق النسبية الخاصة.
شارك في مؤتمر سولفاي الخامس و السابع للفيزياء. وقد كتب العديد من الكتب وأكثر من 200 ورقة بحث في الفيزياء.
| المشاركون في مؤتمر سولفاي الخامس للفيزياء سنة 1927 انقر على وجه كل عالم للمزيد |
| الصف الخلفي (من اليسار إلى اليمين): أوغوست بيكارد، إيميل هنريوت، بول إهرنفست، إدوارد هرتزن، تيوفيل دو دوندر، إروين شرودنغر، يولس-إيميل فيرشافت، فولفغانغ باولي، فيرنر هايزنبيرغ، رالف فاولر، ليون برويون. |
| الصف في الوسط (من اليسار إلى اليمين):بيتر ديباي، مارتن كنودسن، وليم لورنس براغ، هندريك أنتوني كرامرز، بول ديراك، آرثر كومبتون، لويس دي بروي، ماكس بورن، نيلز بور.                                         |
| الصف الأمامي (من اليسار إلى اليمين):إرفينغ لانغموير، ماكس بلانك، ماري كوري، هندريك أنتون لورنتس، ألبرت أينشتاين، بول لانجفان، تشارلز أوجين غاي، تشارلز ويلسون، أوين ريتشاردسون.                           |

## هوامش
- (1) : هذا اللقب الجامعي (في ألمانيا) يُعطى للشخص الذي حضًر شهادة التأهيل لدرجة الأستاذية لكنه لم يجد مكان شاغر بعد.